# Charles City County
Charles City County är ett administrativt område i delstaten Virginia, USA, med 7 256 invånare. Den administrativa huvudorten (county seat) är Charles City.

## Geografi
Enligt United States Census Bureau har countyt en total area på 529 km². 473 km² av den arean är land och 56 km² är vatten.

### Angränsande countyn
- New Kent County - nord
- James City County - öst
- Surry County - sydost
- Prince George County - syd
- Chesterfield County - sydväst
- Henrico County - väst